# ريكاردو فيليز رودريغيز
ريكاردو فيليز رودريغيز (بالبرتغالية: Ricardo Vélez Rodríguez؛ بالإسبانية: Ricardo Vélez Rodríguez) هو مدرس برازيلي وكولومبي، ولد في 15 نوفمبر 1943 في بوغوتا في كولومبيا.